# نووایا واسیلیفکا
نووایا واسیلیفکا (انگلیسی: Novaya Vasilyevka) یک شهرک در شهرستان استرلیتاماکسکی استان باشقیرستان کشور روسیه است.